# Patrik Sinkewitz
Patrik Sinkewitz (Fulda, 1980. október 20. –) német profi kerékpáros. A 2004-es Deutschland Tour győztese. A 2007-es Tour de France-on doppingtesztje pozitívnak bizonyult, csapata, a T-Mobile azonnal elbocsátotta.

## Sikerei
2002
GP Winterthur
2004
Deutschland-Tour - összetett győztes, 1 szakaszgyőzelem
Japán kupa
2005
Internationale Hessen-Rundfahrt - 1 szakaszgyőzelem
2007
Rund um den Henninger Turm